# Asociación Profesional de la Magistratura
La Asociación Profesional de la Magistratura (sigla APM) es una asociación profesional de jueces españoles. Está adherida a la Unión Internacional de Magistrados, con sede en Roma (IAJ-UIM). Constituida al amparo del artículo 127 de la Constitución Española y 401 de la Ley Orgánica de Poder Judicial, su objeto principal es la defensa de la carrera judicial, de sus intereses profesionales y la realización de actividades encaminadas al servicio de la justicia en general. Las líneas que vertebran la ideología de la asociación son, según declaran sus estatutos:
a) La legitimación del Juez que se produce de forma democrática porque la soberanía popular, a través de la Constitución, ha depositado su confianza en un poder judicial profesional y en una justicia técnica no supeditada al sufragio universal.
b) La independencia judicial, que se configura como una garantía del ciudadano y no como un privilegio del juez, siendo un postulado constitucional, que todos los poderes públicos se encuentran obligados a respetar y el Consejo General del Poder Judicial a garantizar, y que exige, en primer lugar, que deba preservarse el juez de cualquier intromisión en el momento final de su decisión, que constituye el núcleo de la institución.
c) Neutralidad política, que implica que el juez se encuentra sometido, exclusivamente, al ordenamiento jurídico, y que su voluntad de sometimiento únicamente a imperativos jurídicos.
d) Respeto al principio de la legalidad, que quiere decir que corresponde al juez el estricto respeto al sistema de producción de normas jurídicas, cuya enumeración y jerarquía se atribuye constitucionalmente a la decisión política, pero cuya compleja realidad normativa necesita interpretación o integración.
e) Profesionalidad, que subraya la condición del juez, como técnico de Derecho, jurídicamente técnico, imparcial, políticamente neutral, económicamente suficiente, y servidor público por su condición de miembro de uno de los tres poderes del Estado, el poder judicial.

## Historia
En 1979, se fundó la Asociación de la Magistratura, que inicialmente se constituyó como una asociación que abarcaba jueces y magistrados de todas las tendencias ideológicas. Sin embargo, en su primer congreso de 1980 la Asociación de la Magistratura, ya reconvertida en Asociación Profesional de la Magistratura, se orientó en un sentido claramente conservador, y eligió una candidatura para el Consejo General del Poder Judicial en la que fueron expresamente excluidos los magistrados procedentes de Justicia Democrática. Esta candidatura ganó las elecciones al primer Consejo del Poder Judicial, provocando un alejamiento de la APM de los magistrados progresistas.
En el año 2021 según la estadística judicial del CGPJ tiene 1.340 asociados de un total de 5.668 jueces españoles. Puesto que los jueces españoles tienen prohibido pertenecer a sindicatos, las asociaciones profesionales como la APM han adoptado el papel tradicional de proteger los derechos y condiciones laborales de los jueces. APM es la mayor de las asociaciones de jueces, magistrados y magistrados del Tribunal Supremo de España y está considerada tradicionalmente como ideológicamente conservadora. Según su página web defienden el “concepto de Juez jurídicamente técnico, imparcial, políticamente neutral, económicamente suficiente, y servidor público por su condición de miembro de uno de los tres Poderes del Estado. […] Con un ideario cuyas notas predominantes son la Independencia, neutralidad e imparcialidad, […] así como la lucha para la mejora de las condiciones profesionales, técnicas,  económicas y de todo tipo con la que diariamente se enfrentan los jueces en el ejercicio de su función”.

## Presidentes de la APM
- Diego Palacios Luque
- Federico Carlos Sainz de Robles Rodríguez
- Francisco Talón
- Luis Valle Abad
- José Gabaldón López
- Ramón Rodríguez Arribas
- Santiago Martínez-Vares García
- José Ramón Ferrándiz Gabriel
- Jesús María Chamorro González
- Pablo Llarena Conde
- Manuel Almenar Berenguer
- María Jesús del Barco Martínez